# Tryne-Halbinsel
Die Tryne-Halbinsel ist eine Halbinsel an der Ingrid-Christensen-Küste des ostantarktischen Prinzessin-Elisabeth-Lands. Sie ist ein Abzweig der Langnes-Halbinsel und flankiert in den Vestfoldberge den Tryne-Fjord im Westen. 
Die Benennung geht vorgeblich auf russische Wissenschaftler zurück.